# Гвимарони
Гвимарони (груз. გვიმარონი) — село в Грузии, на территории Хобского муниципалитета края (мхаре) Самегрело-Верхняя Сванетия.

## География
Село находится в западной части Грузии, к северу от реки Риони, на расстоянии приблизительно 5 километров (по прямой) к юго-востоку от города Хоби, административного центра муниципалитета. Абсолютная высота — 17 метров над уровнем моря.

## Население
По результатам официальной переписи населения 2014 года, в Гвимарони проживал 361 человек (163 мужчины и 198 женщин). В национальной структуре населения грузины составляли 99,2 %, русские — 0,3 %, украинцы — 0,3 %.
| Год  | Население, человек |
| ---- | ------------------ |
| 2002 | 401                |
| 2014 | ↘ 361              |